# Places Like This
 (avril 2020).
Si vous disposez d'ouvrages ou d'articles de référence ou si vous connaissez des sites web de qualité traitant du thème abordé ici, merci de compléter l'article en donnant les références utiles à sa vérifiabilité et en les liant à la section « Notes et références ».
Albums de Architecture in Helsinki
We Died, They Remixed
(2006)
Places Like This est le troisième album studio du groupe australien Architecture in Helsinki sorti le 28 juillet 2007 en Australie.

## Titres
1. Red Turned White (2:46)
2. Heart It Races (3:15)
3. Hold Music (3:54)
4. Feather in a Baseball Cap (2:27)
5. Underwater (3:30)
6. Like It or Not (3:02)
7. Debbie (Parts 1-4) (2:53)
8. Lazy (Lazy) (2:55)
9. Nothing's Wrong (3:23)
10. Same Old Innocence (3:30)